# Koning Fahdstadion
Het Koning Fahdstadion is een voetbalstadion in de hoofdstad van Saoedi-Arabië, Riyad.
Het wordt gebruikt door het Saoedi-Arabisch voetbalelftal. Het stadion is gebouwd in 1987 en biedt plaats aan 67.000 mensen. Het stadion heeft ruim 650 miljoen gekost. De eerste doelpuntenmaker in een officieel duel in het Koning Fahdstadion was Majed Abdullah.
Het koning Fahdstadion is drie keer gebruikt voor de Fifa Confederations Cup. In 1992, 1995 en 1997. 
Het Koning Fahdstadion is ook een van de stadions in het voetbalspel FIFA.